# ریکاردو اینوسنتی (بازیکن فوتبال، زاده ۱۹۴۳)
ریکاردو اینوسنتی (انگلیسی: Riccardo Innocenti؛ زادهٔ ۲۹ ژوئیهٔ ۱۹۴۳) بازیکن فوتبال اهل ایتالیا است.
از باشگاه‌هایی که در آن بازی کرده‌است می‌توان به باشگاه فوتبال آ.ث. میلان، باشگاه فوتبال پروجا، و باشگاه فوتبال اسپال اشاره کرد.